# Beatrix Kramlovsky
Beatrix Kramlovsky (* 1954 in Steyr) ist eine österreichische Schriftstellerin.

## Leben und Werk
Beatrix Kramlovsky studierte in Wien Sprachen und veröffentlichte nebenher Kurzgeschichten und Essays in österreichischen und deutschen Zeitungen und Anthologien. Anfang der 1980er Jahre begann auch die Ausstellungstätigkeit als bildende Künstlerin.
Ein arbeitsbedingter 4-jähriger Aufenthalt in Ostberlin (1987–1991) führte zu Publikationseinschränkung in der DDR und intensiver Auseinandersetzung mit Nischenkultur und Arbeiten zum Begriff Freiheit. Illegale bzw. überwachte Ausstellungen folgten in Dresden, die erste Romanveröffentlichung in Österreich. Nach der Rückkehr nach Österreich folgten Erzählbände, Romane, Lyrik und Reiseprosa, die zum Teil auch in den USA, Frankreich, Italien, Polen publiziert wurden. Seitdem erscheinen ihre Texte auch in den USA, übersetzt von Mary Tannert, Laura Ackermann und Jennifer Busch. Diese Crime Short Stories wurden im EQMM New York veröffentlicht, Die Seidenstraße außerdem 2007 in Passport to Crime. The finest Mystery Stories from International Crime Writers., publiziert.
Die am häufigsten bearbeiteten Themen sind Ausgrenzungen sowie politische, geographische und gesellschaftliche Limitierungen. Bis jetzt sind ungefähr 80 Kurzgeschichten und Erzählungen im deutschen Sprachraum erschienen.
Als Co-Herausgeberin hat sie mit Sylvia Unterrader Lateinamerika in der Länderreihe von PODIUM 2015 und mit Gerald Nitsche Türkei 2017 veröffentlicht.
2021 stand Kramlovskys Roman Die Lichtsammlerin auf der Shortlist des Bücherpreises der Deutschen Bücherfrauen. Darin beschreibt sie die drei Generationen umfassende und auf zwei Kontinenten spielende Geschichte einer österreichischen Auswandererfamilie. In Fanny oder das weiße Land beschäftigt sich Kramlovsky mit den in Sibirien festgehaltenen österreichischen Gefangenen des Ersten Weltkriegs. Im Roman Frau in den Wellen wird das Leben einer emanzipierten erfolgreichen Frau geschildert, die zwischen die Fronten und in einen Shitstorm mit Folgen für ihre ganze Familie gerät.

## Auszeichnungen
- 1997: Anerkennungspreis des Landes Niederösterreich für Literatur für den Erzählband Eine unauffällige Frau
- 2003: Hans-Weigel-Stipendium des Landes Niederösterreich für den Roman Das Risiko
- 2006: Artist in Residence in Boswil/Schweiz
- 2007: Artist in Residence in Paliano/Italien
- 2008: Anerkennungspreis des Landes Niederösterreich für Literatur für die Erstausgabe von Die Erde trägt ein Kleid aus Worten
- 2014, 2005 und 2004: Nominierungen für den Friedrich-Glauser-Preis für die beste Krimikurzgeschichte im deutschen Sprachraum, die drei Erzählungen erschienen auch in den USA.
- 2019: Artist in Residence in Paliano/Italien
- 2021: Nominierung auf der Shortlist für den Bücherpreis der deutschen Bücherfrauen für Die Lichtsammlerin

## Werke
- 1990: Das Chamäleon, Wiener Frauenverlag, eine surreale Novelle
- 1996: Eine unauffällige Frau, LE NÖ St. Pölten, Erzählband
- 1997: Das Risiko, Milena Wien, ein moderner Medea-Roman
- 2002: Auslese, LE NÖ St. Pölten, ein Kriminalroman, 2003 produziert als Hörbuch vom Dt. Blindenverband, 2007 produziert als Hörbuch bei Technisat Radioropa.
- 2006: Die Erde trägt ein Kleid aus Worten. LE NÖ. St. Pölten, Reiseprosa und Skizzen, 1. Fassung
- 2010: Die Erde trägt ein Kleid aus Worten, (ISBN 978-3-905811-16-2) Europa Verlag, stark erweiterte Fassung mit Zeichnungen und Fotos
- 2013: Memoirs of a Vagabond. Übersetzung von Die Erde trägt ein Kleid aus Worten von Laura Ackerman und Mary Tannert, als E-Book bei The Story Vault. West Virginia, USA
- 2014: Ausgewählte Gedichte, Porträtband 79, Podium, mit einem Vorwort von Barbara Neuwirth
- 2014: Der vergessene Name, (ISBN 978-3-902878-26-7) Kitab-Verlag
- 2015: Invasion der Wünsche, (ISBN 978-3-902878-41-0) Kitab-Verlag
- 2015: Australien. Zwischen Aussteigern und Neuzeitnomaden, (ISBN 978-1-5143-4419-4) reisebuch.de edition
- 2019: Die Lichtsammlerin, (ISBN 978-3-446-27062-6) Hanser Verlag
- 2020: Fanny oder das weiße Land, (ISBN 978-3-446-26797-8) Hanser Verlag
- 2022: Frau in den Wellen, (ISBN 978-3-446- 27479-2) Hanser Verlag